# 维廷根
维廷根（德語：Wittingen，發音：[ˈvɪtɪŋən] ⓘ）是德国下萨克森州吉夫霍恩县的城市，面积225.83平方千米，2023年12月31日人口为11,388人。